# Introdans
Introdans is een Nederlands dansgezelschap. Het gezelschap werd in 1971 opgericht door choreograaf Ton Wiggers en Hans Focking om ook in het oosten van Nederland een professioneel dansgezelschap te scheppen, naast het Nederlands Danstheater, Het Nationale Ballet en het Scapino Ballet, die in de Randstad zijn gevestigd. 
Introdans begon onder de naam Studio LP en richtte zich specifiek op de provincies Gelderland en Overijssel. Als uitvalsbasis werd Arnhem gekozen. De groep heeft in 1984 de Prijs van de Theaterkritiek ontvangen, op grond van de vernieuwende rol die het speelt binnen het Nederlandse balletleven. 
In april 2023 werd artistiek directeur Roel Voorintholt ter ere van zijn 40-jarig jubileum bij Introdans, bevorderd tot Officier in de Orde van Oranje-Nassau. Hij ontving de Koninklijke onderscheiding uit handen van burgemeester Marcouch, in aanwezigheid van de beschermvrouwe van Introdans, Hare Koninklijke Hoogheid Prinses Margriet der Nederlanden.  
Het gezelschap treedt op met moderne balletvoorstellingen. Naast het dansgezelschap zijn ook het Introdans Ensemble voor de Jeugd en Introdans Educatie opgericht.  